# Pachythone rubigo
Pachythone rubigo is een vlindersoort uit de familie van de prachtvlinders (Riodinidae), onderfamilie Riodininae.
Pachythone rubigo werd in 1868 beschreven door H. Bates.